# Follie del giorno
Follie del giorno (Fox Movietone Follies of 1929) è un film musicale del 1929 diretto da David Butler girato in bianco e nero e a colori.

## Trama
Non volendo che Lily, la sua ragazza, diventi attrice, George Shelby finisce per comperare una quota che gli dà il controllo di maggioranza dello spettacolo in cui lavora la fidanzata. Il suo intento è quello di impedire che lei si esibisca sul palcoscenico. La sera della prima, però, l'attrice protagonista si mostra talmente fuori controllo che il ruolo viene affidato a Lily. La ragazza, diventata di punto in bianco una star, decreta il successo dello spettacolo. Permette in questo modo a George di guadagnarci sopra quando lui rivende la propria quota al produttore che, in precedenza, aveva cercato di imbrogliarlo approfittandosi dell'inesperienza del giovane.

## Produzione
Il fu prodotto dalla Fox Film Corporation.

### Canzoni
- "Walking With Susie"
- "Why Can't I Be Like You?"
- "Legs"
- "Breakaway"
- "That's You Baby"
- "Look What You've Done To Me"
- "Big City Blues"
- "Pearl of Old Japan"

## Distribuzione
Il copyright del film, richiesto dalla Fox Film Corp., fu registrato l'8 maggio 1929 con il numero LP402.
Distribuito dalla Fox Film Corporation, il film - presentato da William Fox - uscì nelle sale cinematografiche USA il 25 maggio 1929.
Non si conoscono copie ancora esistenti della pellicola che viene considerata presumibilmente perduta.